# Open Biology
Open Biology est une revue scientifique éditée par la Royal Society et qui couvre les domaines de la biologie moléculaire et de la biologie cellulaire. Le premier article a été publié en octobre 2011 et le directeur de publication est David Glover (Université de Cambridge).
D'après le Journal Citation Reports, le journal a en 2013 un facteur d'impact de 4,556.